# PC plus
PC plus var en svensk datortidning som gavs ut av Bröderna Lindströms förlag 1997-2000. Tidningen slogs ihop med PC Extra år 2000 och blev Datormagazin.